# Liste des titres musicaux numéro un en Autriche en 2023
Cette page liste les titres numéro un dans les meilleures ventes de disques en Autriche pour l'année 2023.

## Classement des singles
| N° | Date         | Artiste                                               | Titre                           | Référence |
| -- | ------------ | ----------------------------------------------------- | ------------------------------- | --------- |
| 1  | 3 janvier    | Wham!                                                 | Last Christmas                  |           |
| 2  | 10 janvier   | David Guetta & Bebe Rexha                             | I'm Good (Blue)                 |           |
| 3  | 17 janvier   | Ayliva feat. Mero                                     | Sie weiß                        |           |
| 4  | 24 janvier   | Miley Cyrus                                           | Flowers                         |           |
| 5  | 31 janvier   | Miley Cyrus                                           | Flowers                         |           |
| 6  | 7 février    | Miley Cyrus                                           | Flowers                         |           |
| 7  | 14 février   | Miley Cyrus                                           | Flowers                         |           |
| 8  | 21 février   | Miley Cyrus                                           | Flowers                         |           |
| 9  | 28 février   | Miley Cyrus                                           | Flowers                         |           |
| 10 | 7 mars       | Miley Cyrus                                           | Flowers                         |           |
| 11 | 14 mars      | Miley Cyrus                                           | Flowers                         |           |
| 12 | 21 mars      | Miley Cyrus                                           | Flowers                         |           |
| 13 | 28 mars      | Miley Cyrus                                           | Flowers                         |           |
| 14 | 4 avril      | Miley Cyrus                                           | Flowers                         |           |
| 15 | 11 avril     | RAF Camora feat. Luciano                              | All Night                       |           |
| 16 | 18 avril     | RAF Camora feat. Luciano                              | All Night                       |           |
| 17 | 25 avril     | Udo Lindenberg & Apache 207                           | Komet                           |           |
| 18 | 2 mai        | Bonez MC & Gzuz                                       | Cinnamon Roll                   |           |
| 19 | 9 mai        | Udo Lindenberg & Apache 207                           | Komet                           |           |
| 20 | 16 mai       | RAF Camora                                            | Anna                            |           |
| 21 | 23 mai       | Loreen                                                | Tattoo                          |           |
| 22 | 30 mai       | RAF Camora feat. Cro                                  | Bei Nacht                       |           |
| 23 | 6 juin       | Ski Aggu feat. Joost & Otto Waalkes                   | Friesenjung                     |           |
| 24 | 13 juin      | Ski Aggu feat. Joost & Otto Waalkes                   | Friesenjung                     |           |
| 25 | 20 juin      | Ski Aggu feat. Joost & Otto Waalkes                   | Friesenjung                     |           |
| 26 | 30 juin      | RAF Camora feat. Ahmad Amin (de)                      | Strada                          |           |
| 27 | 4 juillet    | RAF Camora feat. Yung Hurn                            | Wien                            |           |
| 28 | 11 juillet   | RAF Camora feat. Yung Hurn                            | Wien                            |           |
| 29 | 18 juillet   | Bonez MC                                              | So                              |           |
| 30 | 25 juillet   | RAF Camora feat. HoodBlaq (de)                        | Tropicana                       |           |
| 31 | 1er août     | Luca-Dante Spadafora (de), Niklas Dee (de) & Octavian | Mädchen auf dem Pferd           |           |
| 32 | 8 août       | Luca-Dante Spadafora (de), Niklas Dee (de) & Octavian | Mädchen auf dem Pferd           |           |
| 33 | 15 août      | Luca-Dante Spadafora (de), Niklas Dee (de) & Octavian | Mädchen auf dem Pferd           |           |
| 34 | 22 août      | Luca-Dante Spadafora (de), Niklas Dee (de) & Octavian | Mädchen auf dem Pferd           |           |
| 35 | 29 août      | Luca-Dante Spadafora (de), Niklas Dee (de) & Octavian | Mädchen auf dem Pferd           |           |
| 36 | 5 septembre  | Luca-Dante Spadafora (de), Niklas Dee (de) & Octavian | Mädchen auf dem Pferd           |           |
| 37 | 12 septembre | Luca-Dante Spadafora (de), Niklas Dee (de) & Octavian | Mädchen auf dem Pferd           |           |
| 38 | 19 septembre | Luca-Dante Spadafora (de), Niklas Dee (de) & Octavian | Mädchen auf dem Pferd           |           |
| 39 | 26 septembre | Luca-Dante Spadafora (de), Niklas Dee (de) & Octavian | Mädchen auf dem Pferd           |           |
| 40 | 3 octobre    | Kenya Grace                                           | Strangers                       |           |
| 41 | 10 octobre   | Kenya Grace                                           | Strangers                       |           |
| 42 | 17 octobre   | Tate McRae                                            | Greedy                          |           |
| 43 | 24 octobre   | Íñigo Quintero                                        | Si no estás                     |           |
| 44 | 31 octobre   | Íñigo Quintero                                        | Si no estás                     |           |
| 45 | 7 novembre   | RAF Camora feat. Ski Aggu                             | Liebe Grüße                     |           |
| 46 | 14 novembre  | The Beatles                                           | Now and Then                    |           |
| 47 | 21 novembre  | RAF Camora feat. Ski Aggu                             | Liebe Grüße                     |           |
| 48 | 28 novembre  | Wham!                                                 | Last Christmas                  |           |
| 49 | 5 décembre   | Wham!                                                 | Last Christmas                  |           |
| 50 | 12 décembre  | Mariah Carey                                          | All I Want for Christmas Is You |           |
| 51 | 19 décembre  | Mariah Carey                                          | All I Want for Christmas Is You |           |

## Classement des albums
| N° | Date         | Artiste                                                          | Titre                                  | Référence |
| -- | ------------ | ---------------------------------------------------------------- | -------------------------------------- | --------- |
| 1  | 3 janvier    | Udo Jürgens                                                      | Da capo – Stationen einer Weltkarriere |           |
| 2  | 10 janvier   | Udo Jürgens                                                      | Da capo – Stationen einer Weltkarriere |           |
| 3  | 17 janvier   | Daniela Alfinito                                                 | Frei und grenzenlos                    |           |
| 4  | 24 janvier   | Orchestre philharmonique de Vienne Direction : Franz Welser-Möst | Neujahrskonzert 2023                   |           |
| 5  | 31 janvier   | Måneskin                                                         | Rush!                                  |           |
| 6  | 7 février    | Orchestre philharmonique de Vienne Direction : Franz Welser-Möst | Neujahrskonzert 2023                   |           |
| 7  | 14 février   | Orchestre philharmonique de Vienne Direction : Franz Welser-Möst | Neujahrskonzert 2023                   |           |
| 8  | 21 février   | In Flames                                                        | Foregone                               |           |
| 9  | 28 février   | Pink                                                             | TRUSTFALL                              |           |
| 10 | 7 mars       | Nina Chuba                                                       | Glas                                   |           |
| 11 | 14 mars      | Ufo361                                                           | Love My Life                           |           |
| 12 | 21 mars      | Miley Cyrus                                                      | Endless Summer Vacation                |           |
| 13 | 28 mars      | U2                                                               | Songs of Surrender                     |           |
| 14 | 4 avril      | Depeche Mode                                                     | Memento Mori                           |           |
| 15 | 11 avril     | Herbert Grönemeyer                                               | Das ist los                            |           |
| 16 | 18 avril     | Linkin Park                                                      | Meteora                                |           |
| 17 | 25 avril     | Metallica                                                        | 72 Seasons                             |           |
| 18 | 2 mai        | Metallica                                                        | 72 Seasons                             |           |
| 19 | 9 mai        | Bonez MC & Gzuz                                                  | High & hungrig 3                       |           |
| 20 | 16 mai       | Ed Sheeran                                                       | -                                      |           |
| 21 | 23 mai       | Ed Sheeran                                                       | -                                      |           |
| 22 | 30 mai       | Andy Borg                                                        | Fern von daheim                        |           |
| 23 | 6 juin       | Peter Fox                                                        | Love Songs                             |           |
| 24 | 13 juin      | Stray Kids                                                       | 5-Star                                 |           |
| 25 | 20 juin      | Apache 207                                                       | Gartenstadt                            |           |
| 26 | 27 juin      | Queens of the Stone Age                                          | In Times New Roman...                  |           |
| 27 | 4 juillet    | RAF Camora                                                       | XV                                     |           |
| 28 | 11 juillet   | RAF Camora                                                       | XV                                     |           |
| 29 | 18 juillet   | Taylor Swift                                                     | Speak Now (Taylor's Version)           |           |
| 30 | 25 juillet   | RAF Camora                                                       | XV                                     |           |
| 31 | 1er août     | RAF Camora                                                       | XV                                     |           |
| 32 | 8 août       | Travis Scott                                                     | Utopia                                 |           |
| 33 | 15 août      | Travis Scott                                                     | Utopia                                 |           |
| 34 | 22 août      | Travis Scott                                                     | Utopia                                 |           |
| 35 | 29 août      | Travis Scott                                                     | Utopia                                 |           |
| 36 | 5 septembre  | Ayliva                                                           | Schwarzes Herz                         |           |
| 37 | 12 septembre | Die Draufgänger                                                  | Mädchen & Märchen                      |           |
| 38 | 19 septembre | RAF Camora                                                       | XV                                     |           |
| 39 | 26 septembre | Ayliva                                                           | Schwarzes Herz                         |           |
| 40 | 3 octobre    | Josh.                                                            | Reparatur                              |           |
| 41 | 10 octobre   | Ed Sheeran                                                       | Autumn Variations                      |           |
| 42 | 17 octobre   | Chris Steger                                                     | Koa Garantie                           |           |
| 43 | 24 octobre   | Chris Steger                                                     | Koa Garantie                           |           |
| 44 | 31 octobre   | The Rolling Stones                                               | Hackney Diamonds                       |           |
| 45 | 7 novembre   | Taylor Swift                                                     | 1989 (Taylor's Version)                |           |
| 46 | 14 novembre  | The Rolling Stones                                               | Hackney Diamonds                       |           |
| 47 | 21 novembre  | Stray Kids                                                       | Rock-Star                              |           |
| 48 | 28 novembre  | Seer                                                             | Ausklang                               |           |
| 49 | 5 décembre   | Seer                                                             | Ausklang                               |           |
| 50 | 12 décembre  | Seer                                                             | Ausklang                               |           |
| 51 | 19 décembre  | Seer                                                             | Ausklang                               |           |

## Hit-parade de l'année
| Singles | Albums |
| --- | --- |
| 1. Miley Cyrus – Flowers 2. Udo Lindenberg & Apache 207 - Komet 3. Makko & Miksu/Macloud - Nachts wach 4. David Guetta & Bebe Rexha - I'm Good (Blue) 5. Tom Odell - Another Love 6. Luca-Dante Spadafora (de), Niklas Dee (de) & Octavian - Mädchen auf dem Pferd 7. Nina Chuba - Wildberry Lillet 8. Eminem - Mockingbird 9. David Kushner - Daylight 10. Rema - Calm Down | 1. The Rolling Stones - Hackney Diamonds 2. RAF Camora – XV 3. Taylor Swift – Midnights 4. Taylor Swift – 1989 (Taylor's Version) 5. Harry Styles – Harry's House 6. Ayliva – Schwarzes Herz 7. Metro Boomin – Heroes & Villains 8. Rammstein - Zeit 9. Nina Chuba – Glas 10. Travis Scott – Utopia |